# Давид Силва
Давид Хосуе Хименез Силва (шп. David Josué Jiménez Silva; 8. јануар 1986) бивши је шпански фудбалер који је играо на средини терена.
Силва је био свестран играч, способан је да игра на обе стране везног реда или на позицији традиционалног броја 10. Док је градио своју каријеру у млађим категоријама, често су га упоређивали са Паблом Ајмаром, играчем којег је заменио у Валенсији. Уз то, узео је његов стари број 21 којег је Ајмар пре носио. Године 2010. потписао је уговор са Манчестер Ситијем у којем је провео десет година.
Са Шпанијом, за коју је дебитовао у новембру 2006, Силва је освојио титулу европских и светских првака. Посебно је био битан за тим у освајању европске круне 2008, постигавши и погодак у полуфиналу против Русије.

## Трофеји

### Клупски
Валенсија
- Куп Шпаније (1) : 2007/08.

Манчестер Сити
- Премијер лига (4) : 2011/12, 2013/14, 2017/18, 2018/19.
- ФА куп (2) : 2010/11, 2018/19.
- Лига куп Енглеске (4) : 2013/14, 2015/16, 2017/18, 2018/19.
- ФА Комјунити шилд (2) : 2012, 2019.

### Репрезентативни
Шпанија
- Светско првенство (1) : 2010.
- Европско првенство (2) : 2008. и 2012.
- Куп конфедерација : финале 2013, треће место 2009.
- Европско првенство У 19 (1) : 2004.
- Светско првенство У 17 : финале 2003.

### Индивидуални
- Бронзана лопта на Светском првенству до 17 година 2003.[4]
- Награда Педро Забаља: 2005.
- Играч месеца у Премијер лиги: септембар 2011.
- Играч с највише асистенција у Премијер лиги: 2011/12.[5]
- Играч с највише асистенција на Европском првенству: 2012.[6]
- Играч сезоне у Манчестер Ситију: 2016/17.[7]
- Играч сезоне у Манчестер Ситију у избору саиграча: 2011/12.[8]
- Члан идеалне екипе Премијер лиге у избору Професионалне фудбалске асоцијације (ПФА): 2011/12, 2017/18,[9] 2019/20.[10]
- Члан идеалне екипе на Европском првенству: 2012.[11]